# Government House (Melbourne)

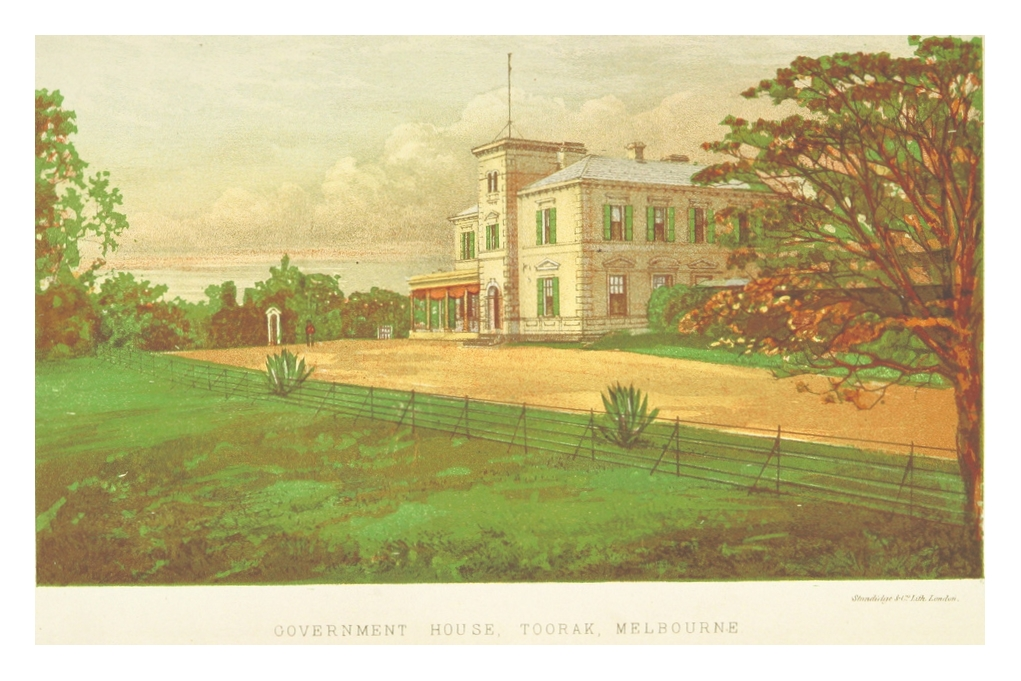
Das Toorak House als erstes Government House genutzt, Dezember 1869

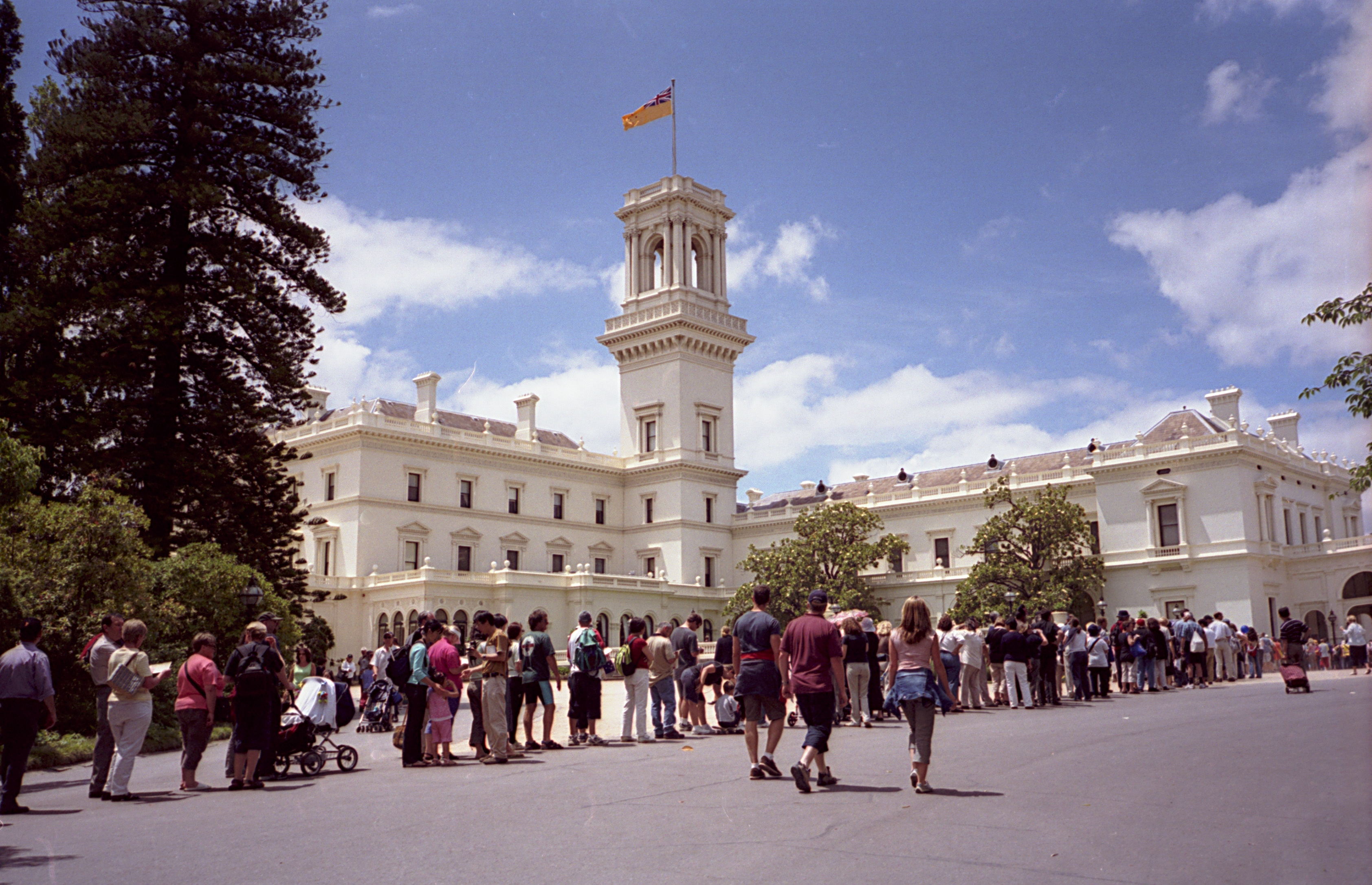
Government House

Das Government House (wörtlich übersetzt Regierungsgebäude) in Melbourne ist die offizielle Residenz und der Amtssitz des Gouverneurs von Victoria. Zudem war es von 1901 bis 1930 Amtssitz des Generalgouverneurs Australiens. Es befindet sich in Nachbarschaft zu den Royal Botanic Gardens.
Charles La Trobe, Gouverneur von Victoria, erwarb 1841 den Grund für das spätere Government House, während Ferdinand von Mueller, der Direktor der Royal Botanic Gardens 1857 das gesamte Gelände, einschließlich der Anlage des späteren Government House als eine riesige Parkanlage errichtete. Der Regierungssitz selbst wurde von 1871 bis 1876 erbaut. Zuvor wohnten die Gouverneure in „Toorak House“, so wie La Trobe in „La Trobe's Cottage“. Architekt war William Wardell.
Nach der Schaffung des australischen Staates 1901 bis zum Umzug des Parlaments nach Canberra im Jahr 1927 nutzte der australische Generalgouverneur das Government House als offizielle Residenz. Auch nach Umzug des Bundesparlaments nach Canberra blieb der Generalgouverneur noch weitere drei Jahre im Government House wohnhaft. Seit 1934 wird das Government House ununterbrochen von den Gouverneuren Victorias als Regierungssitz genutzt.
Siehe auch: Government House